# Plicofollis nella
Plicofollis nella es una especie de pez de la familia Ariidae en el orden de los Siluriformes.

## Morfología
• Los machos pueden llegar alcanzar los 47 cm de longitud total.

## Distribución geográfica
Se encuentra en el Sudeste asiático, sur de Nueva Guinea y norte de Australia.